# Heckler & Koch MP5
Heckler & Koch MP5 (Maschinenpistole 5, "kulsprutepistol 5") är en kulsprutepistol tillverkad av det tyska företaget Heckler & Koch.

## Historik
Arbetet började redan på 1960-talet under projektnamnet Project 64. Vapnet fick sedermera sitt officiella namn HK54 där femman står för vapentypen, i detta fall kpist, och fyran för kalibern, 9 × 19 mm Parabellum. Två år senare presenterades vapnet, men det var inte förrän den tyska gränspolisen lade den första beställningen som den fick namnet MaschinenPistole 5, alltså MP5. MP-beteckningarna används inom, och bestäms av, tyska försvarsmakten (Bundeswehr). Senare kom Schweiz att som första utländska köpare lägga en beställning på vapnet.
Redan 1971 gjordes den första av flera förändringar av vapnet. 1974 togs den första prototypen av MP5SD fram (en variant med inbyggd ljuddämpare). Ytterligare två år senare togs en kortare variant fram (MP5-Kurz) då det i främst Sydamerika men också i resten av världen efterfrågades en k-pist som var liten och smidig men som hade samma driftsäkerhet och i viss mån också samma precision som det större originalet.
Under åren som gått har MP5 förändrats en hel del, bland annat har handskyddet utvecklats, ytbehandlingen har förändrats för att bättre tåla korrosion, och vapnets omställare har utvecklats till flera varianter.

## Varianter
MP5
- HK MP5A2 har en fast kolv och en omställare med lägena S, 1 & F vilket innebär att vapnet har möjlighet att skjuta i halv- respektive helautomatiskt läge.
- HK MP5A3 är identisk med A2 förutom att A3 har en inskjutbar kolv.
- HK MP5A4 har fast kolv och en omställare med lägena S, 1, 3, F vilket betyder att vapnet har ett halvautomatiskt-, ett treskotts- samt ett helautomatiskt läge.
- HK MP5A5 är identisk med A4 förutom att A5 har en inskjutbar kolv.

MP5/10 (10 mm Auto)
- HK MP5/10A2 är i grund och botten en MP5A4 i kaliber 10 mm, precis som A4 har MP5/10A2 en fast kolv och en säkringsomställare (S, 3, F) på båda sidor. MP510 varianterna har numera tagits ur produktion och mer eller mindre ersatts av UMP.
- HK MP5/10A3 har precis som MP5/10A2 också en förlaga i det ordinarie sortimentet nämligen MP5A5. Vilket bland annat innebär en fast kolv och en säkringsomställare (S, 3, F) på båda sidor.
- HK MP5/10SD har en inbyggd ljuddämpare.

MP5/40 (S&W .40)
- HK MP5/40A2 är identisk med MP5/10A2 frånsett kalibern. Trots att .40 är en modernare kaliber har inte modellen sålt så bra som H&K hoppats på och har därför tagits ur produktion, däremot finns fortfarande reservdelar och service från H&K att tillgå.
- HK MP5/40A3 är identisk med MP5/40A2 men med en inskjutbar kolv.

MP5SF (Single Fire)
- MP5SF2 är den enda av MP5 varianterna som endast är halvautomatisk. Vapnet har med andra ord en S omställare och en 1 omställare, samt ett fast axelstöd.
- MP5FA3 skiljer sig inte från SFA2 annat än den inskjutbara kolven.

MP5K (Kurz)
- HK MP5K har en S, F omställare och saknar kolv.
- HK MP5KA1 har bara ett mindre främre sikte och inget bakre, saknar kolv och har en S, F omställare
- HK MP5KA4 har en S, 3, F omställare och saknar kolv
- HK MP5KA5 är samma vapen som KA1 men med en S, 3, F omställare istället.
- HK MP5K-N har en säkringsomställare (S, F) på båda sidor och saknar kolv, har precis som de övriga "Navy"-modellerna en förbättrad tålighet mot saltvatten.
- HK MP5K PDW togs fram i början av 90-talet som ett självförsvarsvapen åt piloterna i amerikanska flygvapnet. MP5K PDW (Personal Defence Weapon) har en infällbar kolv och en S, F omställare.

MP5N (Navy)
- HK MP5N(RS) togs fram åt amerikanska flottan och har bland annat en säkringsomställare (S, F) på båda sidor och en förbättrad tålighet mot saltvatten. RS varianten har inskjutbar kolv. RS = Retractable Stock.
- HK MP5N(FS) är samma vapen som MP5N(RS) men har istället för en inskjutbar kolv en infällbar kolv. FS = Folding Stock.

MP5SD (Schalldämpfer)
- HK MP5SD1 har en S, F omställare och har ingen kolv utan en receiver endcap istället.
- HK MP5SD2 har en S, F omställare och har en fast kolv.
- HK MP5SD3 har en S, F omställare och har en inskjutbar kolv.
- HK MP5SD4 har en S, 3, F omställare och har en receiver endcap istället för kolv.
- HK MP5SD5 har en S, 3, F omställare och har en fast kolv.
- HK MP5SD6 har en S, 3, F omställare och har en inskjutbar kolv.
- HK MP5SD-N är "Navy" varianten av MP5SD och har en säkringsomställare (S, F) på båda sidor och en inskjutbar kolv.

Övriga MP5-varianter
- HK MP5PT är enbart ett träningsvapen och kan inte avfyra skarp ammunition. Vapnet togs fram uteslutande för Dynamit Nobels Plastic Training ammunition.
- HK MP5 PIP var ett försök till att förbättra modellen MP5, men projektet lades ned och vapnet togs aldrig i produktion PIP = Product ImProvement.
- MKE T-94 ZSG är en MP5-klon med fast kolv konstruerad för enbart halvautomatisk eldgivning för den civila sportskyttemarknaden. T-94 ZSG produceras av MKE. Förkortningen ZSG utläses Zivile Sportgewehr, vilket översätts till Civilt Sportgevär.
- MP-10 är en kulsprutepistol baserad på MP5. Tillverkad av Special Weapons.
- SP-10 är ett civilt gevär baserat på MP5. Tillverkat av Special Weapons.

### Webbkällor
- Pakistan Ordnance Factories MP5A2
- MKE MTU machine gun - på engelska
- HKPro MP5 - på engelska
- Special Weapons MP10 - på engelska